# Code 18
『code_18』（コード エイティーン）は、サイバーフロントより2011年9月29日にPlayStation PortableとXbox 360で発売された恋愛アドベンチャーゲーム。

## 概要
かつてKIDが展開していたループもののゲーム「infinityシリーズ」の第4作。KIDの倒産後にブランドを継承したサイバーフロントは、2011年に「6年ぶりのシリーズ再始動」と銘打って第2作『Ever17』のリメイクなどの活動をしており、本作もその一環として製作された。尚、サイバーフロントからは「infinityシリーズ」に続く「integralシリーズ」として『12RIVEN -the Ψcliminal of integral-』が発売されているが、そちらとは関連は無い。
シナリオは株式会社ランアンドガンが担当。ストーリー原案はランアンドガン所属で、過去には第1作『Never7』などに関わった日暮茶坊だが、シリーズの生みの親であり『12RIVEN』も手掛けた打越鋼太郎や、前3作の監督であった中澤工等、他の旧作スタッフは関わっていない。従来の作曲担当の阿保剛と主題歌を提供していた志倉千代丸も同様に関わっておらず、本作はmilktubが主題歌を含む全曲を担当している。その為、殆どの場面でロック調の曲が流れるのも特徴である。
本作からは前3作が主題としていた「閉鎖空間からの脱出」の要素は廃され、学園を舞台とした恋愛色の強い作品となっている。当初の企画では本作も脱出要素を含んでいたが、同じ主題が続くことによる客層の縮小・固定化を避けるため方針を変更し、初心者向けに学園という身近な設定を用いることになった。
ゲームソフトの発売に先駆けた2011年6月8日から、Mobageで『code_18 another side』が配信された。こちらの内容も恋愛アドベンチャーゲームである。

## シナリオ構成
ゲームジャンル自体はオーソドックスな恋愛アドベンチャーゲームである。5人のヒロインのルートが存在し、それぞれヒロインと恋愛関係になるシナリオが用意されている。
旧作（第3作『Remember11』は除く）はそれぞれのヒロインのルートを攻略後、最後にプレイ可能になる5人目のヒロインのシナリオを以って物語が完結するという構成であり、その点は本作も同様である。しかし今回はシナリオの展開上、固定された順番通りにルートを攻略していくこととなる。従って、従来のようにプレイヤーの意志でルートを選択する事は出来ず、途中の選択肢はストーリーを分岐させる程のものでは無い。但し、間違えるとバッドエンドになる選択肢も一部存在する。
ゲームを開始すると全ルート共通のプロローグの後、最初の春奈ひかりのシナリオをプレイする事になる。シナリオのラストに到達すると物語は冒頭にループして再び共通のプロローグ、その後、次のヒロインのシナリオが始まる。これを繰り返して物語を進め、最後は他ルートとは独立した最終章である時任有里佳のシナリオをプレイする事になる。
最終章にて謎が解き明かされ、グランドフィナーレを迎えるというシリーズの特徴は継承している。特に今作は攻略順が固定となっている為、ヒロインそれぞれのルートに分かれているというよりは、全てのルートが繋がっていて一つのストーリーになっていると見る事ができる。但し、旧作のようにルート間に強いつながりがある訳ではなく、物語の本筋は最終章になってからである。
一度でもクリアすればショートカット機能を使って好きなルートから始める事が出来る。しかしXbox 360版にはショートカット機能が搭載されておらず、もしも個別のヒロインのルートだけをプレイしたい場合であっても、セーブデータを残しでもしていない限りまた最初からプレイし直さなければならない。

## ストーリー
西暦2018年。若き発明家・飛野逸人は、飛行ユニット「ドラゴン号」の試験のため学園の屋上から飛び立った。しかしその直後、ドラゴン号によく似たユニットを背負った少女が突如として空中に現れて落下、あっけに取られた逸人は地面にたたきつけられて死亡する。
……そして逸人は再び屋上に立っていた。「なにか嫌な夢を見た」と思いつつ飛行試験を実行する彼の前に、やはり少女が落ちてくるが、今度は逸人も落ち着いて彼女を受け止めることができた。しかしその少女は命の恩人であるはずの逸人に平手打ちを食らわせると、そのまま立ち去ってしまう。
納得いかない心境ながら学園生活に戻った逸人に、師匠と慕う神原先生が声をかけ、彼のスマートフォンに謎の部品を組み込む。するとスマートフォンはどこからか送られてきた音声データを受信するようになった。先生はこのデータを未来からの情報だというのだが……。

## 用語
龍成学園
物語の舞台となる浅草の高校。生徒数2000人という大規模校で、大学のように単位制を導入しており、生徒はそれぞれのカリキュラムに従って授業に出席する。そのためクラスへの帰属意識は薄く、誰かが自分のクラスメイトであることを知らなかったという事態も珍しくない。
第二科学部
理想の違いから科学部を飛び出した飛野逸人が新たに立ち上げた部活。顧問は神原玄九郎。部員は逸人のほかに、常峰晴夏・浅倉義人・藤井剛の3名。しかしこの3人はいずれも他の部活との掛け持ちであり、本来の部の目的である実験と発明はもっぱら逸人が行っている。部員の集まり自体は良いのだが、みんなで藤井の持ってきたおやつを食べるのが主な活動という実態である。
アガスティアの石
神原先生がどこからか手に入れてきた、超光速粒子タキオンを捕捉する性質のある物質。これをスマートフォンに組み込むことで一種のタイムマシン、すなわち未来からの情報を受信する装置ができた。しかし同じ装置でも先生ではなく逸人のものしか受信できず、届いた音声データはノイズだらけでうまく聞き取れない、と謎が多い。

## 登場人物

### メインキャラクター
飛野 逸人（ひの はやと）
声：不明
主人公。科学を信奉し、発明に明け暮れる高校2年生。頭脳だけでなく肉体も鍛え上げている。好物はトマト。
頭の中は発明でいっぱいであるため女心には疎いが、正直者で困った人を放っておけない性格ゆえに、皆から好かれている。
神原からアガスティアの石を受け取った事でタイムマシン製作に乗り出し、文化祭までの期間で一人の少女と交流を深め、そして文化祭当日に未曾有の大災害と共に時間が巻き戻るという不可解な現象を繰り返す事となる。幾度ものループを経て異常事態に気付き、ループから脱出する為に行動を起こす。
実は100年以上未来から事故でタイムスリップしてきた人間であり、タイムマシンに意欲的だったのもその為であるという事実が終盤に明かされる。しかしその設定は以降の展開には特に活かされる事はない。
主人公であるが故に立ち絵も音声も無いが、CGやオープニングムービーでは普通に姿が描かれる。また物語終盤と限定版付属のドラマCDにおいて僅かに声を聞く機会があるが、担当声優は明らかにされていない。
春奈 ひかり（はるな ひかり）
声 : 野中藍
メインヒロイン。心優しい少女。逸人とは中学時代からの知り合いで、彼に淡い想いを抱いている。得意の料理の腕を活かして逸人の世話を焼いているが、親しい故にからかわれる事も多い。第二科学部には所属していないが、部室にはよく顔を出している。嘗ては子役として活躍した時期があったが、両親との不和によって歌えなくなり、引退。現在ではほぼ一人暮らし同然の生活を送っている。
家族関係を修復する過程で逸人と結ばれるも、ループによって無かったことになってしまう。以降は逸人が他のヒロインと恋愛関係になる度に身を引く事になる。最後のループでは彼女の行動が結果的に逸人の命を救ったが、結局最後までループやタイムマシンについて知る事は無かった。スタッフロールにて、あかりの母親は彼女であった事が明かされ、数年後に逸人と結婚する事が暗示されている。
時任 有里佳（ときとう ありか） / 飛野 あかり（ひの あかり）
声 : 米澤円
物語の鍵を握るヒロイン。空中から降ってきた謎の少女。なぜか初対面の逸人のことを敵視し、なにかと突っかかってくる。
その正体はタイムマシンで未来からやってきた人間であり、本名は飛野あかり。逸人とひかりの間に生まれた娘である。逸人を敵視するのも、父親らしい事もせず科学に傾倒する父を見ながら育った所為であり、故にその若かりし頃である逸人が科学を信奉する様が許せない為である。未来の逸人が開発したタイムマシンの事故により、この時代へタイムスリップした事が物語の発端となった。
館川 珠姫（たてかわ たまき）
声 : 真堂圭
ヒロインの一人。地元の名家のお嬢様。一見すると高飛車な才媛だが、コスプレ好き・BL好きを公言してはばからない重度のオタクである。
空木 柚子（そらき ゆず）
声 : 小林沙苗
ヒロインの一人。小柄でボーイッシュな少女。5人姉弟の長女で、男勝りの姉御肌。逸人のことが気になっているものの、つい蹴りを入れてしまう。
鳥倉 菜菜莉（とりくら ななり）
声 : 後藤邑子
ヒロインの一人。逸人のクラスメイトのメガネっ子。博識な努力家。無口でそっけない態度を取るが、実際は冷淡なのではなく内気なだけである。
苗字は違うが、神原 玄九郎の実の娘である。

### サブキャラクター
常峰 晴夏（とこみね はるか）
声 : 斉藤佑圭
通称「ハルカ」。ひかりの友人の、明るい性格の少女。手芸部との掛け持ちで第二科学部に所属する。
浅倉 義人（あさくら よしと）
声 : 増谷康紀
通称「ヨシト」。逸人の友人。女の子にちょっかいを出そうとしては、晴夏に容赦なく突っ込まれている。成績はあまりよくない。
藤井 剛（ふじい たけし）
声 : 田中一成
通称「フジタケ」。料理研究会との掛け持ちで第二科学部の会計係を務める。気のいい人柄で、料理は自分で食べるのも人に振舞うのも好き。
神原 玄九郎（かんばら げんくろう）
声 : 石塚運昇
第二科学部の顧問教師。逸人から「師匠」と慕われる科学者で、部室の準備室にこもって研究ばかりしている。
空木 志虎（そらき しとら）
声：不明
柚子の弟。姉に対してあまりにも過保護であり、柚子を困らせている。

## 問題点
本作には多数の問題点が存在する。ゲーム進行に支障を来すようなバグではないものの、誤字脱字。効果音や背景、立ち絵の間違い。文章とCGの乖離といった演出のミスが少なくは無い。例を挙げると、「コスプレ喫茶で大胆な格好をしている」と説明されているキャラが画面上では普通の制服姿である、「メガネを外してキスをしている」という状況にもかかわらずCGでは終始メガネを掛けたまま、「暗幕が垂れ下がった暗い教室」のシーンなのに暗幕など無く普通に日が差し込んでいる、その場に居ると説明されたばかりのキャラが別の場所からやって来る、などといったミスが全編を通して散見される。
また、Xbox 360版はクイックセーブ、クイックロード、ショートカットといった基本的なシステムが搭載されていなかったり、途中のムービーはスキップ出来ないのにスタッフロールはスキップ可能と、システム周りの問題点が幾つか存在する。

## スタッフ
- プロデュース : 若林健
- キャラクターデザイン : 赤津豊
- シナリオ原案・監修 : 日暮茶坊
- シナリオ : 村田治、持田康之、群田真雪、志村那由多、阿久津弘典
- 音楽 : milktub
- オープニングテーマ : アガスティアストーン
  - 作・編曲 : 宮崎京一 / 作詞・歌 : AiRI
- 挿入歌 : ロケット
  - 作詞 : AiRI、作・編曲 : 水城新人 / 歌 : 野中藍
- エンディングテーマ : ヒカリ
  - 作・編曲 : 宮崎京一 / 作詞・歌 : AiRI